# Bourgogne-Franche-Comté
Bourgogne-Franche-Comté [buʁgɔɲ fʁɑ̃ʃ kɔ̃te] (Abkürzung BFC) ist eine französische Region, die am 1. Januar 2016 durch den Zusammenschluss der bisherigen Regionen Burgund und Franche-Comté entstand. Hauptort, Sitz der Präfektur und Tagungsort des Regionalrats ist Dijon, Hauptsitz der Regionalverwaltung hingegen Besançon.
Bourgogne-Franche-Comté ist mit 47.963 Quadratkilometern die fünftgrößte Region Frankreichs (ohne Übersee-Regionen) und hat 2.803.977 Einwohner (Stand: 2022), womit sie die drittkleinste Region nach der Einwohnerzahl ist. Sie umfasst die acht Départements Côte-d’Or, Doubs, Haute-Saône, Jura, Nièvre, Saône-et-Loire, Territoire de Belfort und Yonne. Sie grenzt im Uhrzeigersinn von Norden beginnend an die Region Grand Est, die Schweiz sowie die Regionen Auvergne-Rhône-Alpes, Centre-Val de Loire und Île-de-France.

## Städte
Die bevölkerungsreichsten Städte der Region Bourgogne-Franche-Comté sind:
| Stadt            | Einwohner (Jahr) | Département           |
| ---------------- | ---------------- | --------------------- |
| Dijon            | 159.941 (2022)   | Côte-d’Or             |
| Besançon         | 120.057 (2022)   | Doubs                 |
| Belfort          | 45.646 (2022)    | Territoire de Belfort |
| Chalon-sur-Saône | 44.592 (2022)    | Saône-et-Loire        |
| Mâcon            | 34.759 (2022)    | Saône-et-Loire        |
| Auxerre          | 35.236 (2022)    | Yonne                 |
| Nevers           | 33.172 (2022)    | Nièvre                |
| Sens             | 27.275 (2022)    | Yonne                 |
| Montbéliard      | 25.516 (2022)    | Doubs                 |
| Dole             | 23.784 (2022)    | Jura                  |

## Politik

Logo der Region Bourgogne-Franche-Comté

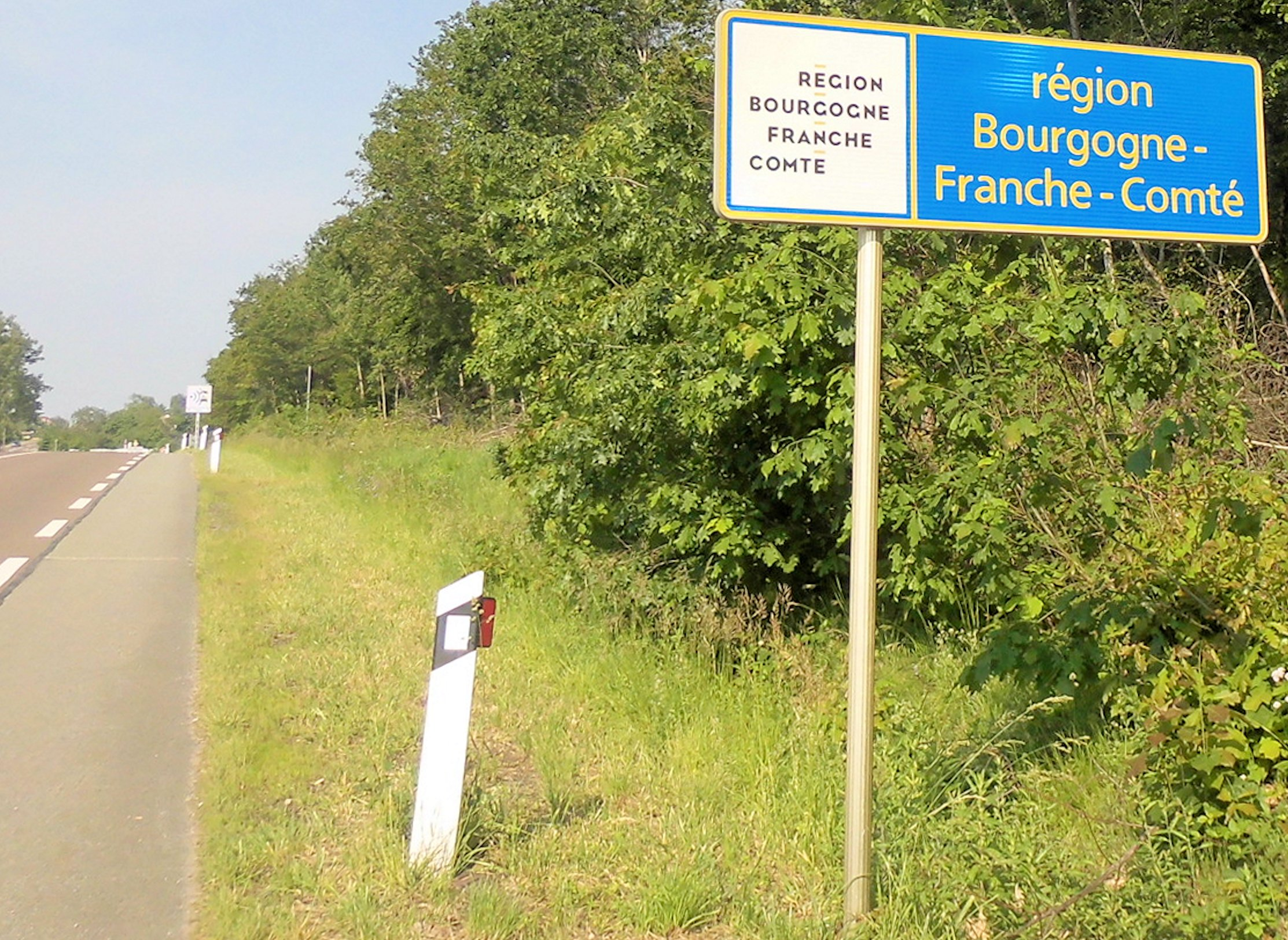
Straßenschild am Eingang zur Region Bourgogne-Franche-Comté

### Politische Gliederung
Die Region Bourgogne-Franche-Comté untergliedert sich in acht Départements:
| OZ  | = Ordnungszahl des Départements | Arr.  | = Anzahl der Arrondissements  | Gem. | = Anzahl der Gemeinden |
| W   | = Wappen des Départements       | Kant. | = Anzahl der Kantone          |      |                        |
| ISO | = ISO-3166-2-Code               | G.V.  | = Anzahl der Gemeindeverbände |      |                        |

| OZ     | W                                             | Département           | Präfektur       | ISO    | Arr. | G.V. | Kant. | Gem.  | Einwohner 1. Januar 2022 | Fläche (km²) | Dichte (Einw./km²) |
| ------ | --------------------------------------------- | --------------------- | --------------- | ------ | ---- | ---- | ----- | ----- | ------------------------ | ------------ | ------------------ |
| 21     | Wappen des Départements Côte-d’Or             | Côte-d’Or             | Dijon           | FR-21  | 3    | 19   | 23    | 698   | 537.577                  | 8.763,21     | 61                 |
| 25     | Wappen des Départements Doubs                 | Doubs                 | Besançon        | FR-25  | 3    | 18   | 19    | 563   | 548.662                  | 5.233,64     | 105                |
| 39     | Wappen des Départements Jura                  | Jura                  | Lons-le-Saunier | FR-39  | 3    | 14   | 17    | 492   | 258.405                  | 4.999,18     | 52                 |
| 58     | Wappen des Départements Nièvre                | Nièvre                | Nevers          | FR-58  | 4    | 13   | 17    | 309   | 202.299                  | 6.816,71     | 30                 |
| 70     | Wappen des Départements Haute-Saône           | Haute-Saône           | Vesoul          | FR-70  | 2    | 19   | 17    | 536   | 233.920                  | 5.360,08     | 44                 |
| 71     | Wappen des Départements Saône-et-Loire        | Saône-et-Loire        | Mâcon           | FR-71  | 5    | 20   | 29    | 563   | 549.136                  | 8.574,68     | 64                 |
| 89     | Wappen des Départements Yonne                 | Yonne                 | Auxerre         | FR-89  | 3    | 16   | 21    | 423   | 333.896                  | 7.413,07     | 45                 |
| 90     | Wappen des Départements Territoire de Belfort | Territoire de Belfort | Belfort         | FR-90  | 1    | 3    | 9     | 101   | 140.082                  | 609,44       | 230                |
| Gesamt | Gesamt                                        | Gesamt                | Gesamt          | Gesamt | 24   | 117  | 152   | 3.685 | 2.803.977                | 47.963,14    | 58                 |

|  |  |  |

### Regionalrat
Ergebnis der Wahl des Regionalrates vom 13. Dezember 2015:
- Liste Marie-Guite Dufay (Union de la Gauche aus PS, PRG, EELV und FG): 34,68 % = 402.948 Stimmen, 51 Sitze
- Liste François Sauvadet (Union de la Droite aus LR, UDI und MoDem): 32,89 % = 382.188 Stimmen, 25 Sitze
- Liste Sophie Montel (FN): 32,44 % = 376.911 Stimmen, 24 Sitze

## Wirtschaft
Die Bourgogne ist besonders für den Weinanbau bekannt. Über 200 Millionen Flaschen werden jährlich in den AOC-Weinkellern (Appellation d’Origine Contrôlée) südlich von Dijon befüllt. Die Weinhänge und pittoresken Dörfer des Plateau bourguignon (Côte de Beaune, Côte challonaise, Côte de Nuits) locken Touristen aus Japan und den Vereinigten Staaten an.
Weiter westlich sind Rinderzucht und Fleischindustrie sehr präsent: Hier weiden die weißen Charolais-Rinder; das von umliegenden Laboratorien geprüfte Fleisch hat Weltrang. Generell ist die Bourgogne mit den Eichen- und Pinienwäldern eine Art grüne Lunge Frankreichs und als Quellort der Yonne Wasserlieferant für das Pariser Becken (Bassin parisien). Die Betriebe der Stahlindustrie, etwa in Le Creusot, haben in den vergangenen Jahrzehnten ihre Pforten geschlossen; von der Bedeutung als Industrieregion ist fast nur noch die gute TGV-Verbindung geblieben, welche die région-passoire (Durchgangsregion), die als Teil des diagonale du vide (die leere Diagonale Frankreichs) angesehen wird, mit Paris, Lyon und Marseille verbindet.
Die Region Franche-Comté ist als „Sibirien Frankreichs“ (teilweise −20 bis −40 Grad im Winter) von einer schlechten Infrastruktur im dörflichen Jurabecken geprägt. Hier gedeiht lediglich die Käseherstellung (AOC-Käse: Comté & Morbier).
Nur im Süden und im Norden (Jura/Oyonnaux und Montbéliard/Belfort/Sochaux) sind große Unternehmen von Weltrang ansässig: Nahe Montbéliard und Sochaux produziert der französische Autobauer Peugeot; in Belfort kurbelt der Eisenbahn- und TGV-Zulieferer Alstom die Wirtschaft an und im südlichen Jura unweit von Oyonnaux befindet sich die plastics-vallée – der Ort der größten plastikverarbeitenden Unternehmen Europas, das französische Pendant zum Silicon Valley. Die beiden Wirtschaftspole profitieren von der Rhein-Rhone-Anbindung, der Nähe zu Lyon, dem Elsass und der Schweiz (Basel). Weitere wirtschaftliche Zentren sind die Regionshauptstadt Dijon und Besançon.
Allerdings ist dies im Hinblick auf die Bevölkerungsentwicklung ebenso ein Manko wie die schwache Infrastruktur, denn alle umliegenden Regionen und Großstädte Frankreichs laufen der beschaulichen Franche-Comté mit dem kleinen Besançon den Rang ab.

## Geschichte

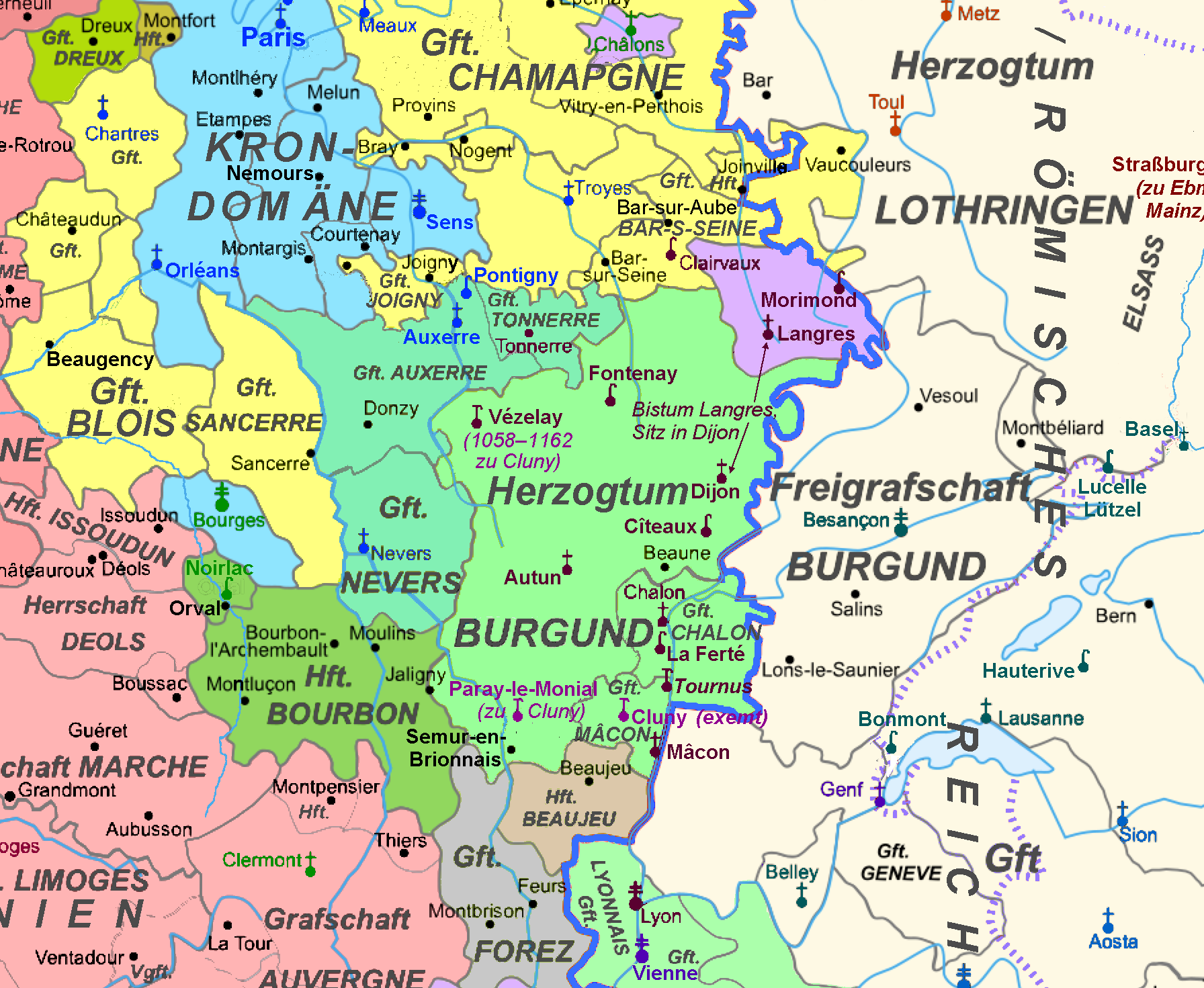
Herzogtum Burgund, Freigrafschaft Burgund und Nachbargebiete im 12. Jh.

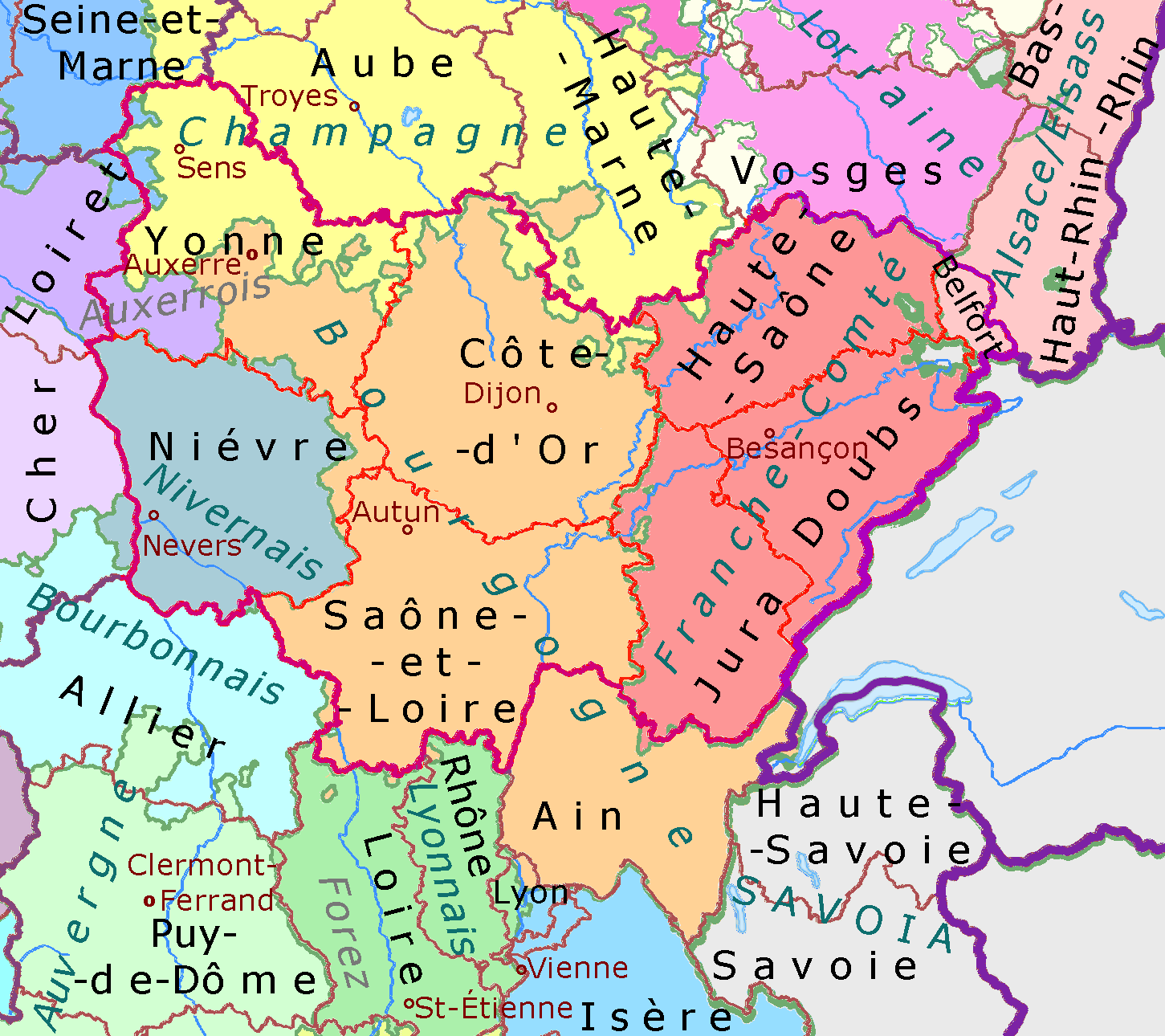
Die heutige Region Bourgogne-Franche-Comté vor dem Hintergrund der vorrevolutionären Provinzen Bourgogne (Burgund) und Franche-Comté

Karte der Region und ihrer Départements sowie der auf ihrem Gebiet existierenden historischen Provinzen Frankreichs zum Zeitpunkt der Französischen Revolution.
Herzogtum Burgund
Freigrafschaft Burgund (Franche-Comté)
Nivernais
Champagne
Elsass
Orléanais
Württemberg-Mömpelgard (Montbéliard)
Île-de-France
Sonstige

Die 2016 neu geschaffene Region vereint das historische burgundische Kernland, das bereits im Mittelalter in zwei politische Einheiten geteilt war: das Herzogtum Burgund, das einen Großteil der späteren Region Bourgogne ausmachte und die Freigrafschaft Burgund (französisch Franche Comté de Bourgogne), die weitgehend mit der späteren Region Franche-Comté übereinstimmte.
Der Name wurde zunächst vorläufig aus der alphabetischen Reihenfolge der fusionierten Regionen gebildet und wurde nach einem Beschluss des Regionalrats zum 1. Oktober 2016 vom Conseil d’État als endgültig bestätigt.
Das Département Nièvre entspricht von der Ausdehnung in etwa dem historischen Nivernais. Das Territoire de Belfort gehörte bis zur Gründung des deutschen Reichslandes Elsass-Lothringen nach dem Deutsch-Französischen Krieg (1870/71) zum Elsass und wurde nach dem Ersten Weltkrieg nicht mit dem Département Haut-Rhin wiedervereinigt, sondern zu einem eigenen Département, das nicht mehr zum Elsass gerechnet wird. Der nördliche Teil des Dèpartemants Yonne war historisch Teil der Champagne.

## Nationalpark Forêts
Im Norden, an der Grenze zum Département Haute-Marne liegt der 11. und neueste Nationalpark Frankreichs, der Nationalpark Forêts. Er ist dem Erhalt der Wälder auf dem Plateau von Langres gewidmet.